# Трибунал по Китаю
Трибунал по Китаю (англ. China Tribunal) або Лондонський суд London Tribunal — некомерційна неурядова організація, створена з ініціативи «Міжнародної коаліції з припинення зловживань у сфері трансплантації органів в Китаї» (ETAC; співзасновники — Девід Кілгур, Девід Мейтас і Ітан Гутман), в яку входять кілька десятків юристів, вчених, лікарів, фахівців з етики, дослідників і правозахисників. Організація займається громадськими розслідуваннями випадків можливих зловживань у сфері трансплантації органів в Китаї. Була створена у 2018 році у Великій Британії, спочатку складався з семи осіб, яким було доручено з'ясувати, чи відповідають дійсності твердження про насильницьке видаляння органів у в'язнів совісті в материковому Китаї.

### Передісторія
Трансплантаційна медицина в материковому Китаї є однією з найбільш розвинених у світі. Перші операції з пересадки людських органів були проведені в Китайській Народній Республіці в 1960-х роках, а у 2003 році кількість таких операцій перевищила 13 тисяч в рік і досягла максимуму. Це викликало стурбованість деяких лікарів, вчених, громадсько-політичних діячів і підозри в насильницькому вилученні органів у деяких представників етнічних і релігійних меншин материкового Китаю. Згідно із законом КНР заборонене примусове вилучення органів для трансплантації та комерційна торгівля органами, однак допускається вилучення органів у засуджених до страти злочинців за їх попередньої згоди або дозволу їхніх родичів. Добровільність і усвідомленість згоди людини, що опинилася в такій ситуації, також викликає сумніви у ряду експертів.

## Учасники

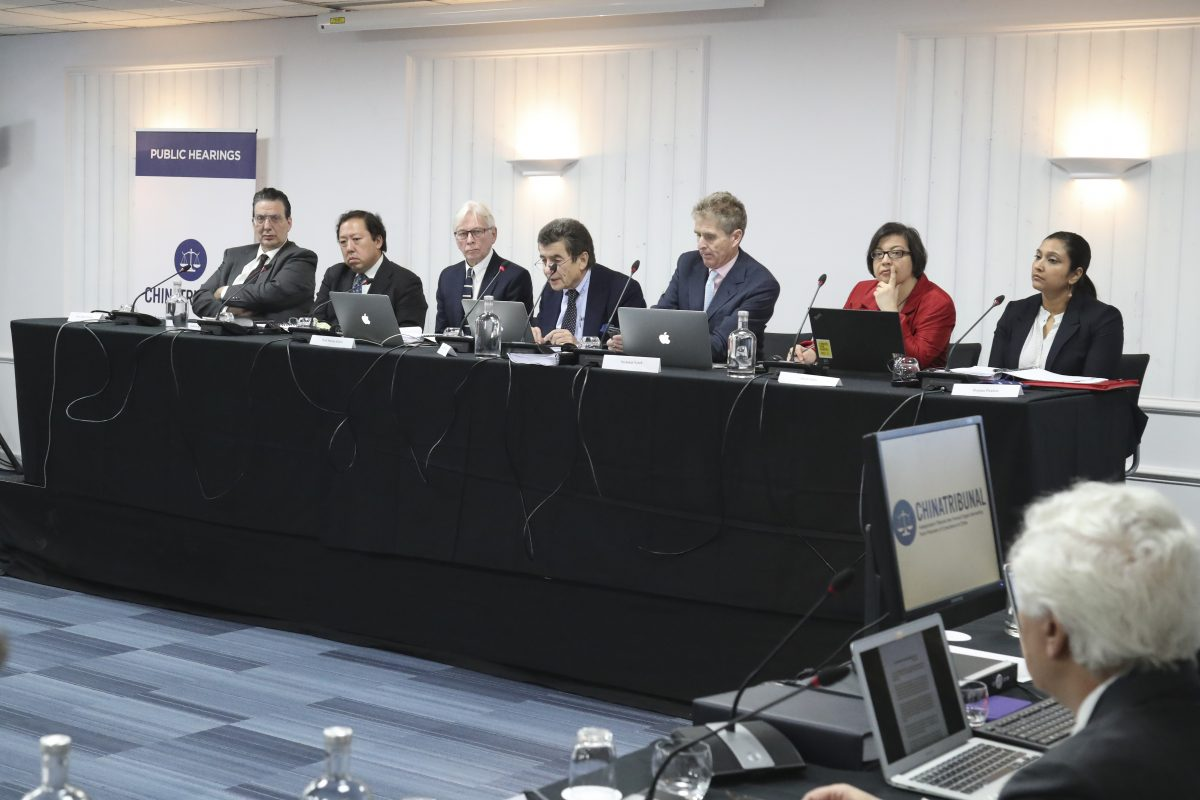
Засідання Лондонського трибуналу 8 грудня 2018 р Зліва направо: Артур Уолдрон, Ендрю Ху, Мартін Елліот, Джеффрі Найс, Ніколас Ветч, Шаді Садр, Регіна Паулос

Трибунал по Китаю очолює Джеффрі Найс, екс-головний обвинувач Міжнародного трибуналу по колишній Югославії, який представляв у ньому звинувачення проти президента Югославії Слободана Мілошевича.
Інші учасники — Мартин Елліот, професор кардіоторакальної хірургії Лондонського університетського коледжу, юрист Ендрю Ху (Andrew Khoo), у 2019 році очолював комітет конституційного права Малайзійської колегії адвокатів, юрист Регіна Паулоз (Regina Paulose) з США, що спеціалізується на міжнародному кримінальному праві та правах людини, іранський юрист Шаді Садр (Shadi Sadr), фахівець з прав людини та засновник організації «Справедливість для Ірану», підприємець Ніколас Ветч, що підтримує правозахисні та освітні НУО, американський історик Артур Волдрон, який займався дослідженнями Китаю, міжнародних відносин, націоналізму, війни та насильства.
Радником у діяльності Трибуналу по Китаю брав участь також лондонський юрист Хамід Сабі, фахівець з арбітражного судочинства і прав людини, який раніше брав участь в діяльності Трибуналу по Ірану, який розслідував масові вбивства політичних ув'язнених владою Ісламської Республіки Іран в 1980-х роках.
Ряд джерел[хто?] вказує на те, що суд тісно асоційований зі структурами міжнародної релігійної організації Фалуньгун[уточнити].

## Рішення
З питання про підтримуване владою Китайської Народної Республіки насильницьке видаляння органів для трансплантації Трибунал по Китаю заслухав свідчення понад 50 свідків, у тому числі медичних працівників, науковців, колишніх ув'язнених, послідовників Фалуньгун та представників уйгурської мусульманського духовенства.
17 червня 2019 року Трибунал по Китаю прийняв остаточне рішення, в якому йшлося, що «члени Трибуналу впевнені — одноголосно і без жодних сумнівів — у тому, що насильницьке вилучення органів у в'язнів совісті, що приводить до численних жертв, тривалий час практикується в Китаї» , і що кожен, хто має справу з владою КНР або їх представниками — має справу зі злочинним політичним режимом.
У цьому ж рішенні Суд по Китаю встановив, що :
- у КНР багаторазово застосовувалися тортури проти уйгурів і послідовників Фалуньгун;
- числові дані, в тому числі офіційні дані КНР, демонструють брак добровільних донорів органів для виконання такої кількості трансплантацій, що додатково підтверджує існування недобровільних донорів;
- медичні установи, що займаються трансплантацією органів, почали масово з'являтися у КНР раніше, ніж добровільне донорство органів отримало розвиток;
- у ході переслідування Фалуньгун у КНР відбувалися злочини проти людяності.

У заключній частині рішення суд зазначив, що «широкомасштабне примусове вилучення органів здійснювалося по всьому Китаю протягом багатьох років» і назвав цю практику «безпрецедентним злочином, яке можна порівняти з масовими вбивствами минулого століття».

## Оцінки та критика

### Реакція влади КНР
За словами адвоката Хаміда Сабіма, Трибунал по Китаю неодноразово запрошував для опитування представників Китайської Народної Республіки, в тому числі провідних китайських медиків і співробітників посольства КНР в Лондоні, проте ніхто з них не відгукнувся на запрошення.
Як повідомляє The Guardian, китайський режим неодноразово відкидав подібні звинувачення і ставить під сумнів висновки цього громадського трибуналу, називаючи їх політично мотивованими та неправдивими. Проте ніяких аргументів китайською стороною представлено не було. 17 червня 2019 року влада КНР заявила The Guardian, що «Китайський уряд завжди дотримувався керівних принципів Світової організації охорони здоров'я щодо трансплантації органів людини та в останні роки посилив контроль над трансплантацією органів. 21 березня 2007 року Держрада КНР затвердила постанову про трансплантацію людських органів за умови, що донорство людських органів повинно здійснюватися добровільно і безкоштовно. Ми сподіваємося, що чутки не обдурять британців».

## Пояснення
1. ↑  англ. The Tribunal’s members are certain – unanimously, and sure beyond reasonable doubt – that in China forced organ harvesting from prisoners of conscience has been practiced for a substantial period of time involving a very substantial number of victims.